# Renata Fusco
Renata Fusco (Cava de’ Tirreni, 20 luglio 1969) è una cantante e attrice teatrale italiana.

## Biografia
Nel 1995 debutta nell'operetta Il paese dei campanelli, accanto a Sandro Massimini.
Dal 1997 interpreta ruoli da protagonista in alcuni musical, tra cui Grease, Dance!, Hello, Dolly.
Nel 2003 interpreta la madre di Mosé ne I dieci comandamenti.
Nel 2004, viene scelta per doppiare Christine Daaè nel film musicale Il fantasma dell'Opera.
A partire dal 1991, ha curato il doppiaggio cantato di alcuni personaggi di film prodotti dalla Walt Disney Pictures.
Interpreta, al Teatro Argentina di Roma, nel Giugno 2011, il ruolo di Fornarina nell’Opera Musicale Moderna “Raffaello e la Leggenda della Fornarina” con una performance, a detta dell’autore, di assoluto rilievo e destinata a rimanere come punto di orientamento.
Nel 2013, interpreta Donna Flora nel musical "Fantasmi a Roma".
Attualmente è direttrice artistica del Laboratorio Teatrale Arte Tempra e della rassegna teatrale Autunno Cavese a Cava de' Tirreni.
Interpreta Hermes nello spettacolo teatrale di Mariano Bauduin Titanogonia per Prometheo, avvenuto il 29 luglio 2017 a Napoli.
Nel 2021 per la prima volta doppia sia nel parlato che nel canto Pepa Madrigal, personaggio nonché zia della protagonista del film d'animazione Disney Encanto.

## Doppiaggio
- Fata Turchina in Geppetto (Julia Louis-Dreyfus)
- Pepa Madrigal in Encanto
- Malefica in  I Simpson in Plusaversary

## Doppiaggio cantato
Film e serie TV live-action
- Ombra e Luna in Bear Nella Grande Casa Blu
- Fata Turchina in Geppetto (Julia Louis-Dreyfus)
- Christine Daaè in Il fantasma dell'Opera (Emmy Rossoum)
- Principessa Winnifred in C'era una volta una principessa (Tracey Ullman)
- Rebecca Bunch in Crazy Ex-Girlfriend (Rachel Bloom)
- Amparo in Ballo ballo (Verónica Echegui)
- Malvina Monroe in Come per disincanto - E vissero infelici e scontenti (Maya Rudolph)
- Zinnia Wormwood in Matilda (Andrea Riseborough)
- Menestrella in Avatar - La leggenda di Aang (Emily Schoen)
- Superstar di Wiz-O-Mania #2 in Wicked (Kristin Chenoweth)
- Agatha All Along

Film e serie d'animazione
- Sasha LaFleur in Le nuove avventure di Charlie
- Angelique in La bella e la bestia: Un magico Natale
- Kayley in La spada magica - Alla ricerca di Camelot
- Kiara in Il re leone II - Il regno di Simba
- Ariel in La sirenetta II - Ritorno agli abissi, Il bianco Natale di Topolino - È festa in casa Disney
- Asenath in Giuseppe - Il re dei sogni
- Ritorno all'Isola che non c'è
- Cenerentola in Cenerentola II - Quando i sogni diventano realtà
- La carica dei 101 II - Macchia, un eroe a Londra
- Lilli in Lilli e il vagabondo II - Il cucciolo ribelle
- Il re leone 3 - Hakuna Matata
- Mucche alla riscossa
- Bambi 2 - Bambi e il Grande Principe della foresta
- Principessa Aurora in Disney Princess: Le magiche fiabe - Insegui i tuoi sogni
- Trilli
- Lyria in Trilli e il tesoro perduto
- Jasmine in Sofia la principessa
- Pinkie Pie in My Little Pony - Il film
- Diamante Giallo in Steven Universe
- Pepa Madrigal in Encanto
- Regina Ellsmere in Spellbound - L'incantesimo

## Teatro
- 2017 Titanogonia per Prometheo,regia di Mariano Bauduin
- 2017 Il Natale della Resistenza,regia di Mariano Bauduin